# ジョルジーナ・デ・アルブケルケ

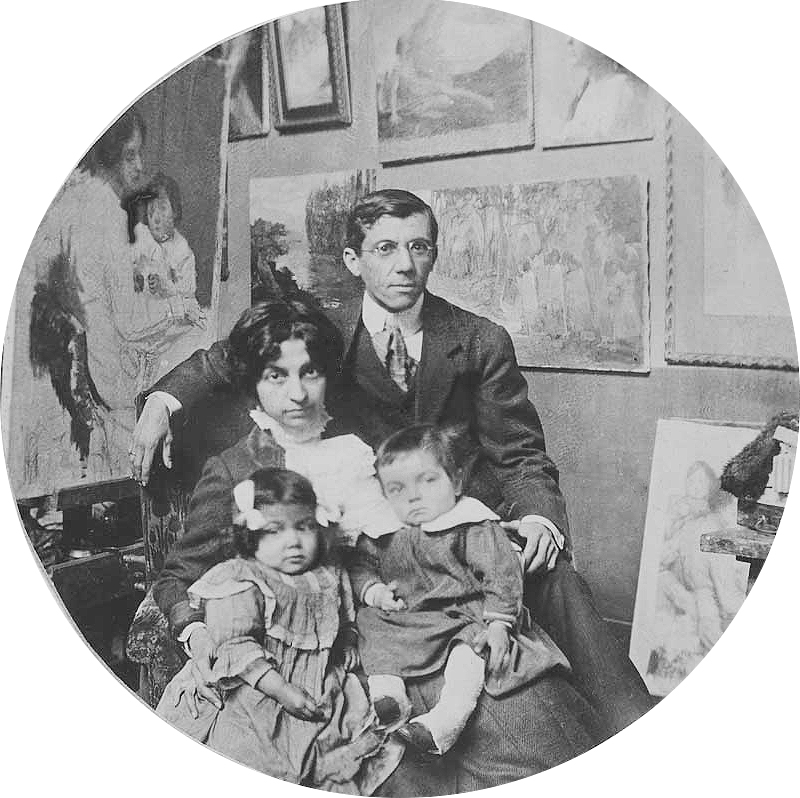
ジョルジーナ・デ・アルブケルケと家族

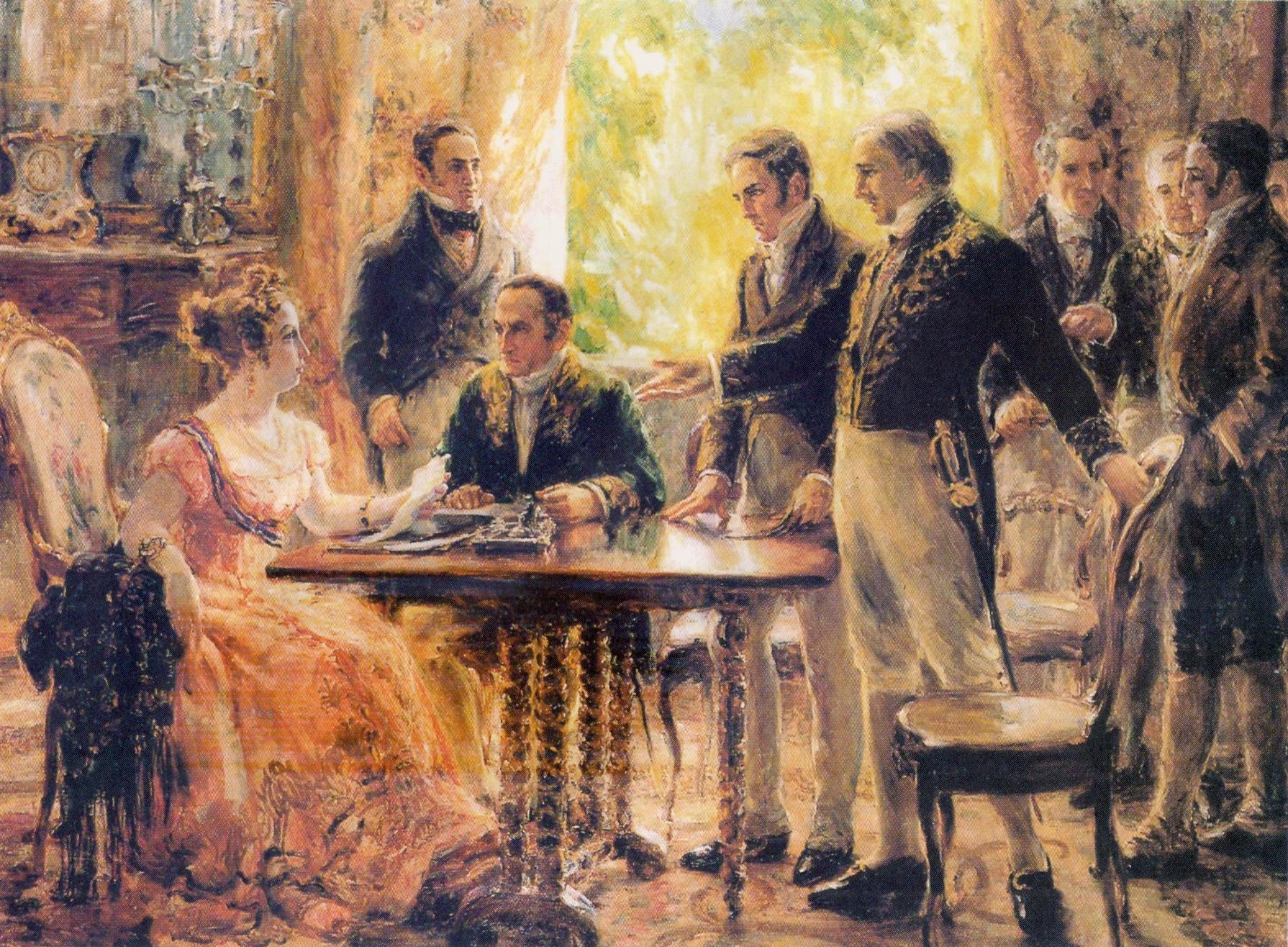
1922年の作品:マリア・レオポルディナ・デ・アウストリアがブラジルの独立を協議する場面を描いている。

ジョルジーナ・デ・アルブケルケ（Georgina Andrade Moura de Albuquerque、1885年2月4日 - 1962年8月29日）はブラジルの画家である。

## 略歴
サンパウロ州サンパウロの郊外の都市、タウバテで生まれた。 サンパウロ美術高校（Liceu de Artes e Ofícios de São Paulo）でブラジルに移住したイタリア人の画家サントロ（Rosalbino Santoro）に15歳からついて絵を学んだ。サントロはブラジルに招かれて絵を教えた、ドイツの画家、ゲオルク・グリム（Georg Grimm）と親しく「Grupo Grimm」（グリム派）と呼ばれるグループと交流していた。1904年にジョルジーナはリオ・デ・ジャネイロの国立美術学校（Escola Nacional de Belas Artes）に入学した。はじめ、エンリケ・ベルナルデリに学んだ。この学校で、クラスメートになったルシリオ・デ・アルブケルケ（Lucílio de Albuquerque: 1877-1839）と1906年に結婚した。夫の作品が、ヨーロッパへの留学奨学金付の賞を得て、1906年に夫と共にパリに留学し、エコール・デ・ボザール（官立美術学校）、アカデミー・ジュリアン（私立美術学校）に学んだ。
1911年に夫と帰国し、リオ・デ・ジャネイロに暮らし、1927年に国立美術学校の教授となり、1948年までその職を続けた。（夫は1916年から教授を務めていた。）1940年に夫が没すると、夫の名前をつけた美術館、Museu Lucílio de Albuquerqueを設立した。1952年から1954年の間、国立美術学校の校長を務めた。